# Hyeong
Hyeong, pumsae och teul är koreanska termer som betyder form eller mönster och används för att hänvisa till former (kata) inom kampsporter som Taekwondo och Tang Soo Do. Hyeong blir ofta vid romanisering hyung, men i sammanhang utanför kampsporten kan termen hyung (형)  betyda "storebror" och är väsenskilt från hyeong (形). Pumsae blir ofta romaniserad till poomsae eller poomse, och teul till tul.
Hyeong är en systematisk och förutbestämd sekvens av tekniker som utförs antingen med eller utan användningen av vapen. I traditionella dojangs (mycket likt japanska dojos) används hyeong primärt som en form av intervallträning för att utveckla mushin, nödvändig kinetik samt mental och fysisk uthållighet/styrka.